# José Gervasio Artigas
José Gervasio Artigas (Montevideo, llavors Banda Oriental, avui Uruguai, 19 de juny de 1764 - † Paraguai, 23 de setembre de 1850) va ser un militar, estadista i màxim pròcer uruguaià. Va rebre els títols de "Cap dels Orientals" i de "Protector dels Pobles Lliures". Va ser un dels més importants estadistes de la Revolució del Riu de la Plata, motiu pel quale és honrat també a l'Argentina per la seva contribució a la independència i l'organització federal del país.
Va tenir una actuació destacada en les lluites independentistes i en el predomini de les idees republicanes i democràtiques sobre les monàrquiques. Va lluitar successivament contra l'Imperi Espanyol, els unitaris instal·lats a la ciutat de Buenos Aires i Montevideo i el Regne Unit de Portugal, el Brasil i l'Algarve. Va conduir els actuals territoris de l'Uruguai, Santa Fe, Entre Ríos, Corrientes i Misiones cap a la independència respecte a Espanya.
De manera directa, les seves lluites es van orientar a la conformació de les Províncies Unides del Riu de la Plata organitzades estrictament sobre els principis del federalisme i la república, defensant la integració del que avui és l'Uruguai com a Província Oriental, amb referència al fet que el territori s'ubica a la banda oriental del Riu Uruguai. Aquesta és la raó per la qual els uruguaians es denominen a si mateixos, habitualment, amb el gentilici d'«orientals».
La seva fèrria defensa de l'autonomia federal de les províncies va contribuir de manera indirecta a la constitució de la República Oriental de l'Uruguai com a estat independent el 1828, quan ell es trobava ja en el seu llarg exili al Paraguai, país on va morir.

## Biografia

### Del naixement fins als 46 anys

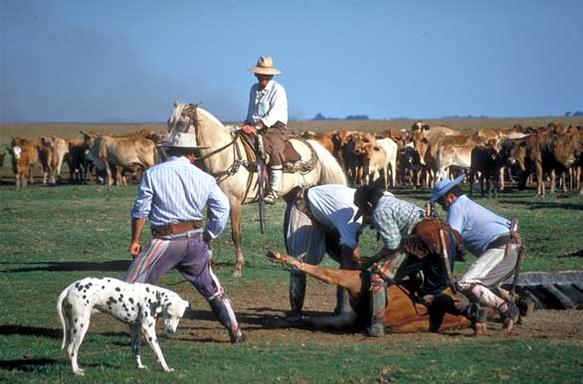
Artigas va passar les primeres dècades de la seva vida treballant primer en les seves estances a la campanya oriental i després com a militar en el cos de Blandengues, en estret contacte amb els gautxos i indígenes.

Fill de Martín José Artigas i Francisca Antonia Arnal Rodríguez, segons la partida que llueix al foli 209 del Llibre Primer de Baptismes de la Catedral de Montevideo, el seu avi, Juan Antonio Artigas Ordovas (oriünd de la localitat aragonesa de Puebla de Albortón), havia estat un dels primers pobladors de la ciutat. Formava part d'una de les famílies més acabalades de Montevideo. El seu pare era propietari de camps i va ser el primer Capità de Milícies, ocupant el càrrec d'Oficial Reial. En virtut d'això, va rebre en la seva infantesa la millor educació que en l'època es podia donar a la seva ciutat; la qual consistia en l'ensenyament primari, impartit pels Pares Franciscans del Convent de San Bernardino.
Als dotze anys es va traslladar al camp i es va dedicar a les tasques rurals, en terres pertanyents a la seva família. Observant els habitants del lloc -entre ells, els gautxos- es va fer àgil en el maneig de les armes i del cavall.
També es va relacionar amb els aborígens charrúas de manera intensa. Segons diversos investigadors -entre els quals es destaca Carlos Maggi, que exposa aquesta afirmació al seu llibre El Caciquillo- durant el període que va des de la seva adolescència fins al seu ingrés al cos de Blandengues, període en el qual no apareixen referències a José Artigas en els registres de l'època, va viure amb els charrúas, arribant a tenir dona i fill dins d'aquesta nació. La seva vida es va desenvolupar al "nord llunyà", zona ubicada al nord del Riu Negro i al sud de la zona sota domini portuguès, a les Missions Orientals i Río Grande de San Pedro. Es va dedicar, com molts dels que poblaven aquesta zona en disputa, a tasques que vorejaven la legalitat, com el contraban i el furt de bestiar, en el marc de la lluita contra els ocupants portuguesos de les Missions Orientals.
Als trenta-tres anys, el 1797, emparant-se en una amnistia per a qui no tingués delictes de sang, va ingressar com a soldat ras al cos de Blandengues de Montevideo, acabat de crear, una milícia especialment autoritzada pel rei al Virregnat del Riu de la Plata, que tenia com a finalitat la de protegir les fronteres. En aquesta funció, Artigas va participar del control dels avenços portuguesos a la frontera nord i en la lluita contra el contraban i el pillatge.
Poc abans de finalitzar el segle xviii, Artigas es va trobar a la frontera amb el Brasil, amb un home d'ètnia africana nascut a Montevideo, que havia estat capturat pels portuguesos i reduït a l'esclavitud. Va decidir llavors comprar-lo per donar-li la llibertat. Des de llavors Joaquín Lenzina, més conegut com "el negre Ansina", acompanyaria Artigas durant la resta de la seva vida, convertint-se en el seu millor amic, el seu camarada d'armes i el seu cronista. A Ansina corresponen aquests versos sobre els anys al cos de Blandengues:
Encara que a Maldonado hi ha
la caserna general,
el blandengue sempre va
per tota la terra Oriental.
Artigas ensenya
a no encendre el fogó
que deixe senyal
de la seva posició...
Segueix, de nit i de dia,
les empremtes criminals
buscant amb porfídia
homes i animals.
El 1806, davant de la primera de les Invasions Angleses i l'ocupació de Buenos Aires per l'exèrcit britànic, va col·laborar amb Juan Martín de Pueyrredón i va arribar a organitzar per si mateix una força de 300 soldats que no van arribar a entrar en combat.
El coneixement adquirit va fer que exercís la tasca amb èxit, sent ascendit primer a capità de milícies, posició assolida abans pel seu pare i pel seu avi, i després ajudant major.

### 1810: esclata el procés de la Independència Hispanoamericana

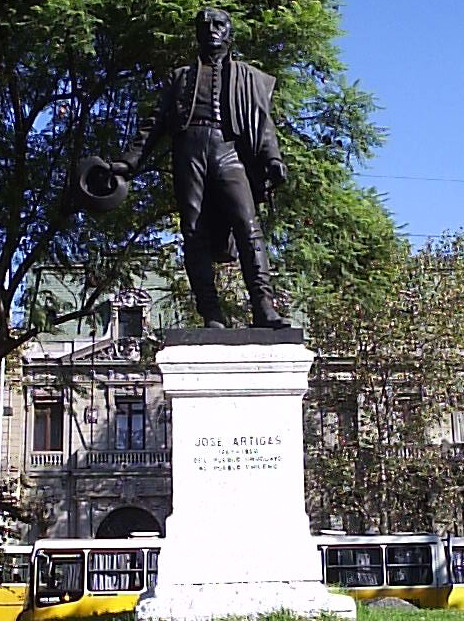
Estàtua del General Artigas a Santiago de Xile.

El 1808 Napoleó va aprofitar les disputes pel tron entre el rei espanyol Carles IV i el seu fill, el futur Ferran VII d'Espanya, per intervenir a l'Imperi Espanyol i imposar les anomenades «Abdicacions de Baiona», per les quals ambdós renunciaven successivament al tron d'Espanya en favor de José Bonaparte; després d'això Ferran va quedar captiu. Però la intervenció francesa va desencadenar un aixecament popular conegut com a Guerra de la Independència Espanyola (1808-1814), que va portar incertesa sobre quina era l'autoritat efectiva que governava Espanya.
Davant de l'absència d'una autoritat certa a Espanya i el captiveri de Ferran VII, els pobles hispanoamericans, sota la direcció dels criolls, van començar una sèrie d'insurreccions desconeixent les autoritats colonials. La primera insurrecció es va produir el 25 de maig de 1809 a la ciutat de Chuquisaca, al Virregnat del Riu de la Plata, seguida d'aixecaments a tot el continent per formar juntes d'autogovern, que donaren origen a la Guerra d'Independència Hispanoamericana.
El 25 de maig de 1810 el poble de Buenos Aires va deposar el virrei Baltasar Hidalgo de Cisneros, cap del Virregnat del Riu de la Plata, i va elegir una junta per reemplaçar-lo, donant així inici a la Revolució de Maig.
Immediatament, el poder espanyol va instal·lar la seva seu a Montevideo, important port competidor del de Buenos Aires, i va reclamar al Consell de Regència espanyol la tramesa d'un nou virrei, tropes i armes per reprimir l'aixecament.
Aquell mateix any, Artigas, que estava aleshores en les tropes virreinals, va ser enviat a Entre Ríos com a comandant d'un contingent militar colonial en un intent de recuperar per a Espanya els cinc pobles d'aquesta província, però va resultar derrotat pels cabdills locals.
El gener de 1811 va arribar a Montevideo el nou virrei, Francisco Javier de Elío. Davant del desconeixement de la seva autoritat per la junta de Buenos Aires, va declarar la guerra el 13 de gener.
L'ala radicalitzada de la revolució de Buenos Aires havia posat els seus ulls en Artigas. Mariano Moreno, secretari de la Primera Junta, escrivia ja l'agost de 1810, en el seu Pla Revolucionari d'Operacions, el següent:
| « | Seria molt del cas atreure's dos subjectes per qualsevol interès i promeses, així com pels seus coneixements, que ens consta que són molt extensos a la campanya, com pels seus talents, opinions, concepte i respecte; com són els del Capità de Dragons el senyor José Rondeau i els del Capità de Blandengues, senyor José Artigas; els quals, posada la campanya en aquest to i concedint-los facultats àmplies, concessions, gràcies i prerrogatives, faran en poc temps progressos tan ràpids, que abans de sis mesos podria tractar-se de formalitzar el setge de la plaça... | » |

El capità Artigas va desertar del Cos de Blandengues a Colonia del Sacramento i es va traslladar a Buenos Aires per oferir els seus serveis militars al govern revolucionari, que li va donar el grau de tinent coronel, 150 homes i 200 pesos per iniciar l'aixecament de la Banda Oriental contra el poder espanyol. Els pobles de l'Amèrica espanyola lluitaven per la seva llibertat i Artigas volia defensar aquestes idees a la Banda Oriental. A començaments d'abril va tornar a la seva pàtria amb uns 180 homes; l'11 d'abril va emetre la Proclama de Mercedes, va assumir el comandament de la revolució a la Banda Oriental i el 18 de maig va derrotar els espanyols en la Batalla de Las Piedras. Després va iniciar el setge de Montevideo i va ser aclamat com a Primer Cap dels Orientals.
El 1812 va aconseguir convocar al Congrés Nacional a Maroñas, allà va proclamar la Província Oriental amb un govern federal com a model a seguir per les altres Províncies Unides del Riu de la Plata.

### L'èxode oriental
Com a conseqüència de l'armistici firmat amb el virrei Elío per la Junta de Buenos Aires, les tropes enviades a la Banda Oriental han d'abandonar l'esmentat territori, aixecant el lloc de Montevideo, sent Artigas nomenat "Teniente Governador, Justícia Major i Capità del Departament de Yapeyú" llavors a la província de Misiones, actual Argentina. Artigas, disgustat per l'armistici i davant de l'evacuació de les tropes, compleix amb el seu nou càrrec traslladant-se al territori missioner, per la qual cosa decideix passar amb els seus seguidors a la vora occidental del riu Uruguai, fet conegut com l'"èxode oriental". Creua el riu Uruguai amb mil carretes i unes 16.000 persones amb els seus ramats i pertinences, en la primera setmana de gener de 1812, instal·lant el seu campament a prop del rierol Ayuí Grande, pocs quilòmetres al nord de l'actual ciutat de Concordia, a l'actual província argentina d'Entre Ríos i aleshores pertanyent a la província de Misiones.

### Origen del federalisme: les instruccions per a l'Assemblea de l'Any XIII

Bandera d'Artigas.

Al campament d'Artigas van ser elegits els diputats orientals que s'havien de presentar a l'Assemblea Nacional General Constituent a Buenos Aires (Assemblea de l'Any XIII). Artigas va donar instruccions als seus diputats, que van ser dictades el 13 d'abril de 1813 i reclamaven bàsicament el següent: declaració de la Independència, llibertat civil i religiosa, organització política federativa, estats autònoms i que Buenos Aires no fos la seu del govern central.
Els diplomes dels diputats orientals van ser rebutjats per l'Assemblea, usant com a argument legal la nul·litat de la seva elecció perquè s'havia fet en un campament militar i a més perquè Artigas els havia donat instruccions malgrat que l'Assemblea s'havia declarat sobirana.

### Artigas declarat "traïdor a la Pàtria" pel director suprem Posadas
Després del retir del General Artigas del setge de Montevideo, l'unitari Director Suprem de les Províncies Unides del Riu de la Plata, Gervasio Antonio Posadas, va firmar un decret l'11 de febrer de 1814, declarant Artigas "traïdor a la Pàtria".
| « | Art.1 - Es declara el senyor José Artigas infame, privat de les seves ocupacions, fora de la Llei i enemic de la Pàtria. Art. 2 - Com a traïdor a la Pàtria serà perseguit i morirà en cas de resistència. Art. 3 - És un deure de tots els pobles i les justícies, dels comandants militars i dels ciutadans de les Províncies Unides perseguir el traïdor per tots els mitjans possibles. Qualsevol auxili que se li doni voluntàriament serà considerat com a crim d'alta traïció. Es recompensarà amb sis mil pesos a qui lliuri la persona del senyor José Artigas viu o mort. | » |

### La Lliga Federal

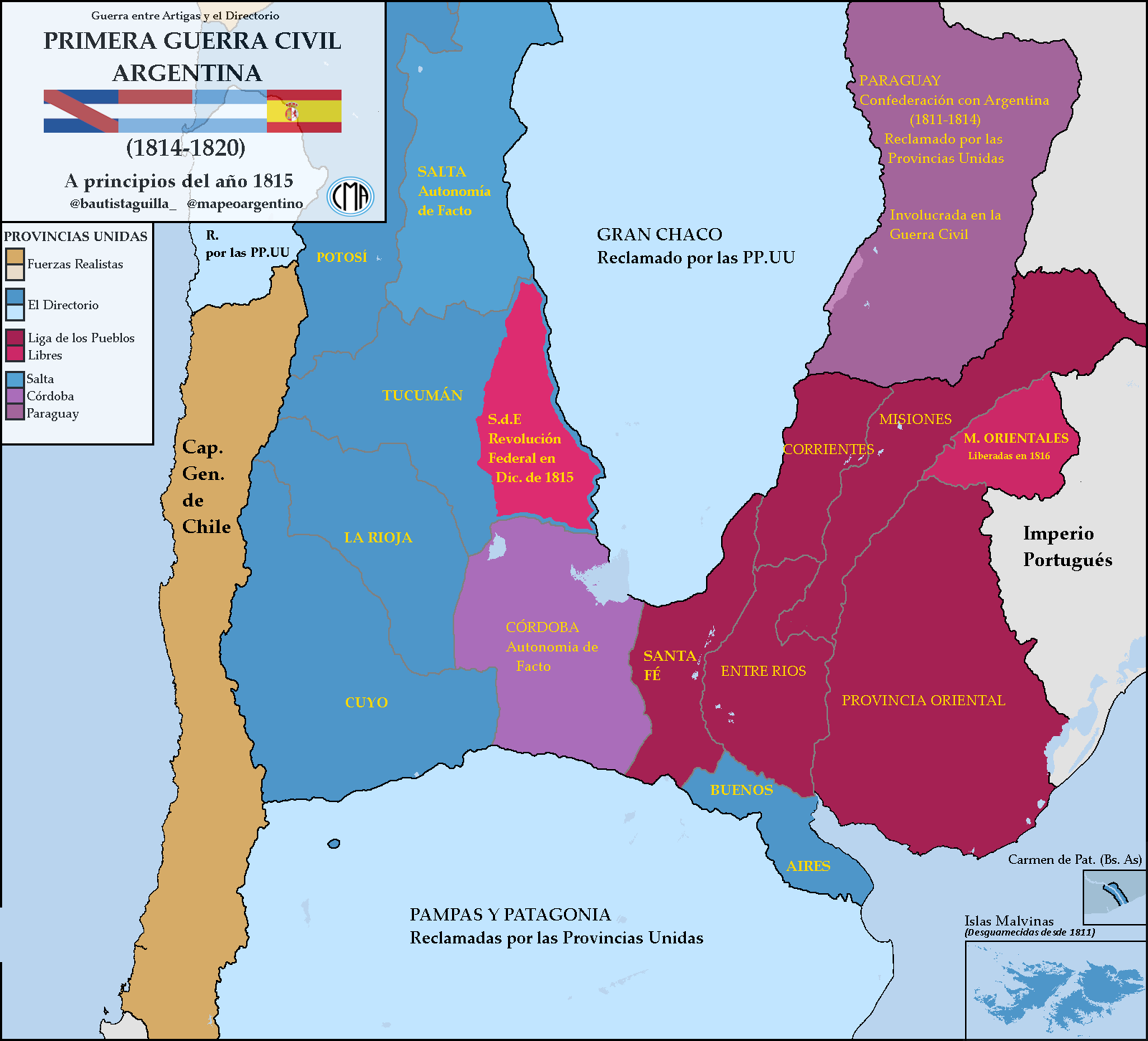
Les Províncies Unides l'any 1815. en color va brodar les províncies que formaven part de la Lliga dels Pobles Lliures, i en celeste les que obeïen al Directori. Cordoba i Salta tenien un alt grau d'autonomia.

Bandera dissenyada per Artigas per a la Lliga Federal, el 1815.

El 1814 va organitzar la "Lliga dels Pobles Lliures", de la qual es va declarar "Protector". L'any següent va alliberar Montevideo del control dels "unitaris" aliats dels de Buenos Aires.
El maig de 1815 va instal·lar el seu campament a Purificación del Hervidero, sobre el riu Uruguai, pocs quilòmetres al sud de la desembocadura del riu Daymán, a prop de l'actual ciutat de Salto, que hauria de transformar-se en la capital de facto de la Lliga Federal. El comerciant escocès John Parish Robertson, que el visità en aquells dies, descriu així el lloc:
| « | Tenia al voltant de 1.500 seguidors esparracats al seu campament que actuaven en la doble capacitat de soldats de peu i genets. Eren indis, principalment provinets dels decaiguts establiments jesuítics, admirables genets i endurits en tota classe de privacions i fatigues. Els turons i fèrtils planes de la Banda Oriental i Entre Ríos subministraven pastura abundant per als seus cavalls, i prou bestiar per alimentar-se. Poc més necessitaven. La «chaquetilla», un «poncho» cenyit a la cintura a tall de «kilt» escocès, i un altre sobre les espatlles, completaven, amb la gorra de «fajina» i un parell de botes de poltre, grans esperons, sable, trabuc i ganivet, l'abillament d'Artigas. El seu campament el formaven files de tendals de cuir i «ranxos» de fang; i aquests, amb una mitja dotzena de cases de millor aspecte, constituïen el que s'anomenava «Villa de la Purificación». | » |

El 29 de juny de 1815 es reuneix a Concepción del Uruguay, Entre Ríos, el Congrés dels Pobles Lliures anomenat Congrés d'Orient (Congreso de Oriente). Va ser convocat per Artigas per "tractar l'organització política dels Pobles Lliures, el comerç interprovincial i amb l'estranger; el paper de les comunitats indígenes en l'economia de la confederació, la política agrària i la possibilitat d'estendre la Confederació a la resta de l'ex-virregnat". En aquest congrés, les províncies de la Banda Oriental (avui, Uruguai), Córdoba, Corrientes, Entre Ríos, Misiones i Santa Fe es declaren independents "de tot poder estranger" mentre es convida les altres Províncies Unides del Riu de la Plata a sumar-se dins d'un sistema federal, ja que la declaració d'independència no era una declaració separatista del Riu de la Plata, per això va ser enviada una delegació a Buenos Aires amb la premissa de mantenir la unitat partint dels principis de: "La sobirania particular dels pobles serà precisament declarada i ostentada, com a objecte únic de la nostra revolució; la unitat federal de tots els pobles i independència no sols d'Espanya sinó de tot poder estranger (...)". Els quatre delegats van ser detinguts a Buenos Aires.
Artigas ratificà aleshores l'ús de la bandera creada per Manuel Belgrano afegint-hi un fistó vermell, des de llavors el signe del federalisme a l'Argentina. I va ser anomenada per Artigas el Pabellón de la Libertad (Pavelló de la Llibertat).
Aquest congrés va sancionar el 10 de setembre de 1815 un "Reglament per al foment de la campanya", que va ser la primera reforma agrària de Llatinoamèrica, ja que expropiava les terres i les repartia entre els que la treballaven "amb la prevenció que els més infeliços siguin els més privilegiats".

### La invasió portuguesa i la guerra contra els unitaris

Lliga Federal (vermell), Unitarisme de Buenos Aires (celeste), Imperi del Brasil (ataronjat), Virreignat del Perú (violeta), Paraguai i territoris indígenes (verd clar i fosc).

El 9 de juliol de 1816 es declara al Congrés de Tucumán la independència de les Províncies Unides del Riu de la Plata -i, per tant, el naixement d'un nou país, l'Argentina - per la resta de províncies que no pertanyien a la Lliga dels Pobles Lliures. L'augment constant de la influència i el prestigi de la Lliga Federal va atemorir tant els unitaris de Buenos Aires i Montevideo (pel seu federalisme) com el Regne Unit de Portugal, el Brasil i l'Algarve (pel seu republicanisme), i l'agost de 1816 un gran nombre de tropes de Brasil i Portugal van envair la Província Oriental (amb complicitat tàcita dels unitaris que s'havien enfortit a la ciutat de Buenos Aires). Amb la intenció de destruir el cabdill i la seva revolució les tropes portugueses van atacar per terra i mar. En tal desigual enfrontament és acompanyat pels seus lloctinents: Juan Antonio Lavalleja, Fernando Otorgués, Andrés Latorre, Manuel Oribe, el missioner Andrés Guazurary (cognom freqüentment escrit, de manera arcaica: Guaçurary), sobrenomenat "L'Indi Andresito" (i pel que fa a Fructuoso Rivera, aquest últim es passà a l'exèrcit brasiler d'ocupació).
Les forces portugueses comandades per Carlos Federico Lecor, a causa de la seva superioritat numèrica i material, van vèncer Artigas i els seus lloctinents, principalment a la batalla de Tacuarembó i van ocupar Montevideo el 20 de gener de 1817, encara que la lluita va continuar al llarg de tres anys en el medi rural.
Indignat per la passivitat dels unitaris instal·lats a Buenos Aires, Artigas els va declarar la guerra mentre enfrontava els portuguesos del Brasil amb exèrcits que es van veure delmats per successives derrotes.
Els seus subordinats integrants de la Lliga Federal, Francisco Ramírez, governador d'Entre Ríos, i Estanislao López, governador de Santa Fe, van aconseguir dur a terme una lluita victoriosa contra els unitaris (per exemple a la batalla de Cepeda). Però l'esperança va durar poc perquè ambdós cabdills, en saber del gairebé total aniquilament de les tropes federals a l'est del riu Uruguai per part dels portuguesos van entrar en acords amb Manuel Sarratea -preeminent unitari- firmant el Tractat del Pilar i, encara que aquest tractat considerava Artigas l'heroi oriental, es va considerar ignorat en no haver estat consultat pels seus subscriptors.

### Conflicte amb Ramírez
José Gervasio Artigas després de Tacuarembó va passar a Entre Ríos; Francisco Ramírez no va acceptar l'hegemonia del cabdill oriental a la seva província i per instigació dels portuguesos i els unitaris va entrar en conflicte obert. Ramírez va derrotar les tropes d'Artigas i de Francisco Javier Sití (lloctinent de Guazurary) a Las Tunas (centre d'Entre Ríos).

### 1820-1850: exili i mort a Paraguai
No va poder realitzar els seus projectes. Els portuguesos i brasilers van atacar de nou la Banda Oriental i van ocupar Montevideo el 1817. Es va crear la Província Cisplatina, i ell va seguir la lluita en el camp. A finals de 1819 el dirigent de Misiones, Andrés Guazurary, el més fidel dels seus seguidors, va ser assassinat pels portuguesos. Artigas va entendre que no podria triomfar sobre enemics tan forts com els portuguesos, brasilers i "unitaris" de Buenos Aires. En aquestes condicions, amb el desig de detenir el vessament de sang, decideix dissoldre les seves tropes i refugiar-se al Paraguai. El 5 de setembre de 1820 va deixar la seva pàtria i la seva família.
La llavors Província Cisplatina, sota el poder de Brasil (després de la seva independència de Portugal, el 1822) es va independitzar el 1828 amb el nom de República Oriental de l'Uruguai, en memòria a l'antiga Província Oriental creada pel cabdill. Artigas va morir el 23 de setembre de 1850, als 86 anys.

## Ideari artiguista

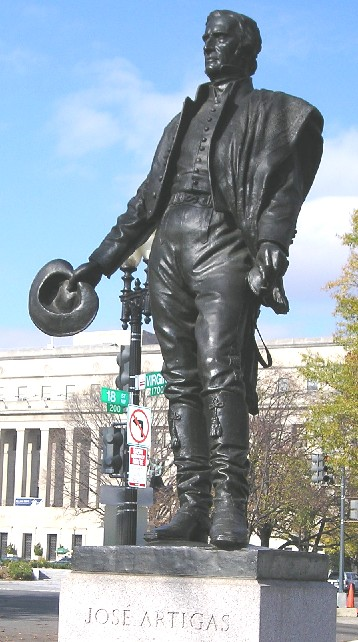
Estàtua de José Gervasio Artigas a Washington DC (Estats Units) en les rodalies de l'OEA, obra de José Luis Zorrilla de San Martín.

Les arrels del seu ideari tenen dues fonts principals. Artigas havia llegit en la seva adolescència llibres que provenien d'Europa i dels Estats Units: "Sentit Comú" de Thomas Paine, "El Contracte Social" de Jean-Jacques Rousseau, entre altres d'autors de la Il·lustració. És educat en una escola catòlica de Franciscans, a Montevideo, de la qual va ser expulsat i es retira als camps del seu pare, principalment al que s'ubicava a les actuals terres que afronten la Villa de Casupá, "Terra dels Artigas". En la primera etapa de la seva vida no és influït per les seves idees revolucionàries. La seva educació no és gaire acurada, la qual cosa el porta a vincular-se amb la campanya i adquirir una experiència fonamental per a la revolució que idearà. Segons l'opinió de l'investigador uruguaià Carlos Maggi, el que marca a Artigas en la seva adolescència és la relació que té amb els indis, negres, gautxos, etc. Es barregen les seves arrels, la seva avidesa, el que llegeix, el contacte amb l'alta societat de Montevideo i el contacte amb la part marginada de la societat.
L'ideari "artiguista" es compon d'idees polítiques, les que s'expressen en les Instruccions de l'Any XIII i la conformació de la Lliga Federal, i d'idees socioeconòmiques que s'expressen en tres documents: Reglament de Terres, Reglament provisori de 1815 de la campanya i seguretat dels seus hisendats i Reglament Aranzelari.

## Homenatges

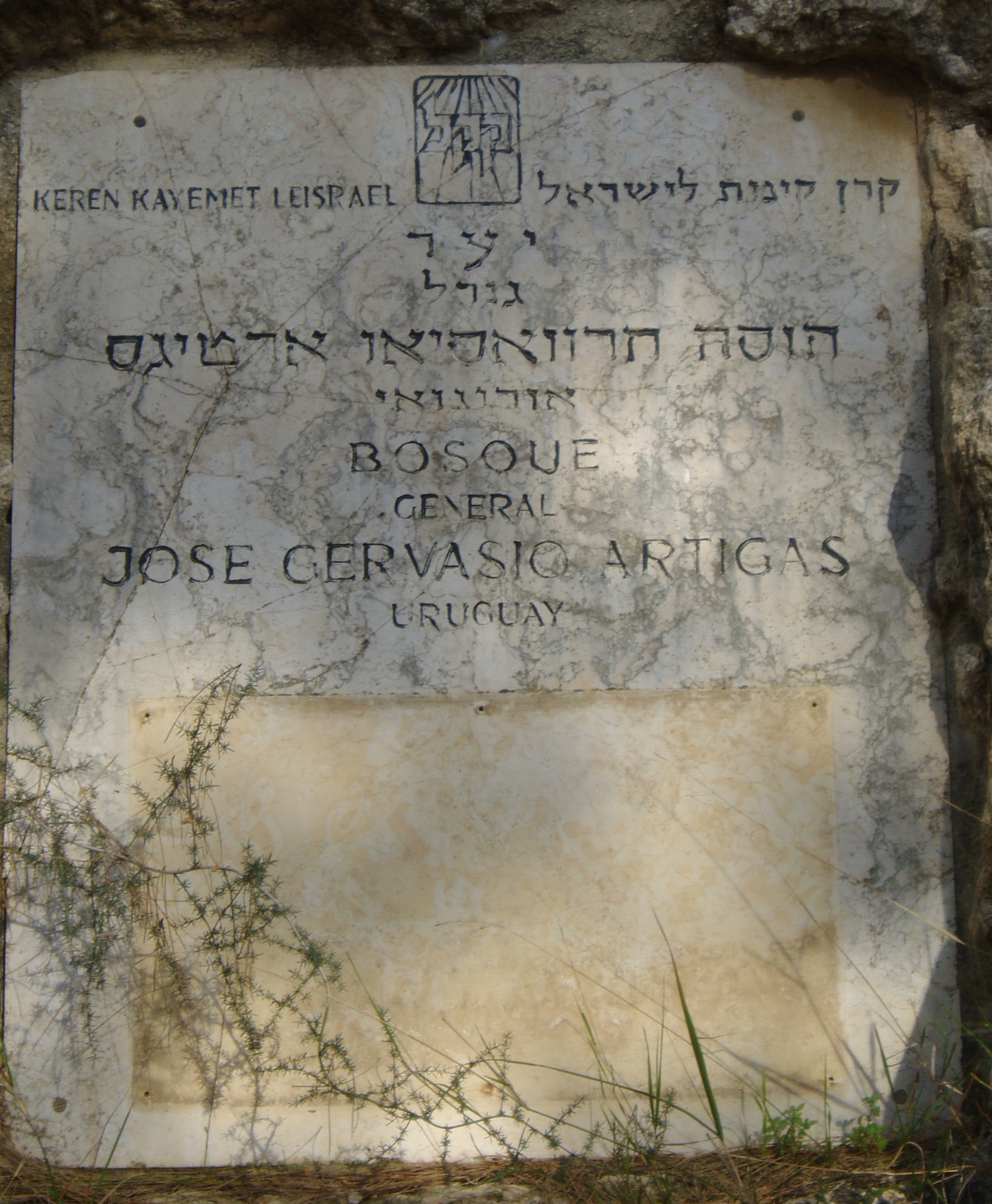
Placa commemorativa situada a Israel.

En honor d'Artigas, l'Uruguai ha adoptat la que fou bandera de la Lliga Federal com un dels seus símbols patris, sota la denominació de Bandera d'Artigas. La mateixa bandera és avui oficial a la veïna província argentina d'Entre Ríos i la província argentina de Misiones té així mateix la seva bandera inspirada en la d'Artigas. En gran part de les principals ciutats argentines existeixen monuments a José Gervasio Artigas, o carrers i fins i tot barris (com ocorre a les ciutats de Córdoba i Concordia) que l'homenatgen portant els seus noms i cognom. També se li ha dedicat un himne: Himno a Artigas.
D'altra banda, també a l'Uruguai, s'ha creat un departament ubicat al nord del país: el departament d'Artigas, que porta la seva bandera. Aquesta divisió administrativa, creada a partir de bona part de l'actual departament de Salto, limita, casualment, amb l'Argentina i el Brasil, una cosa que, tanmateix, no fan els altres departaments uruguaians.
El 17 de novembre de 1856 se li va donar sepultura al Panteó Nacional de l'Uruguai, amb la solemnitat corresponent als serveis prestats al seu país, després de realitzar-se les cerimònies fúnebres a l'Església Matriz.
A la seva làpida es llegia la següent inscripció: "Artigas: Fundador de la Nacionalitat Oriental".
Per Llei 14.276 de data 27 de setembre de 1974, es va disposar la creació d'un mausoleu per al dipòsit de les restes del General Artigas; es troba a la Plaça Independència de Montevideo. Les seves restes van ser retirades del Panteó Nacional del Cementiri Central el 1972 i van estar sota la guàrdia de l'Exèrcit, sent custodiats pels Blandengues, mentre s'acabava la construcció del mausoleu. Hi van ser traslladats el 19 de juny de 1977, on reposen actualment.
A Espanya, així com en altres països europeus i americans, hi ha diversos monuments al General Artigas. Els més importants s'ubiquen a Madrid, Saragossa, Vigo i Barcelona, però també n'hi ha a Sevilla i al País Basc.